# فهرست بازی‌های توپی

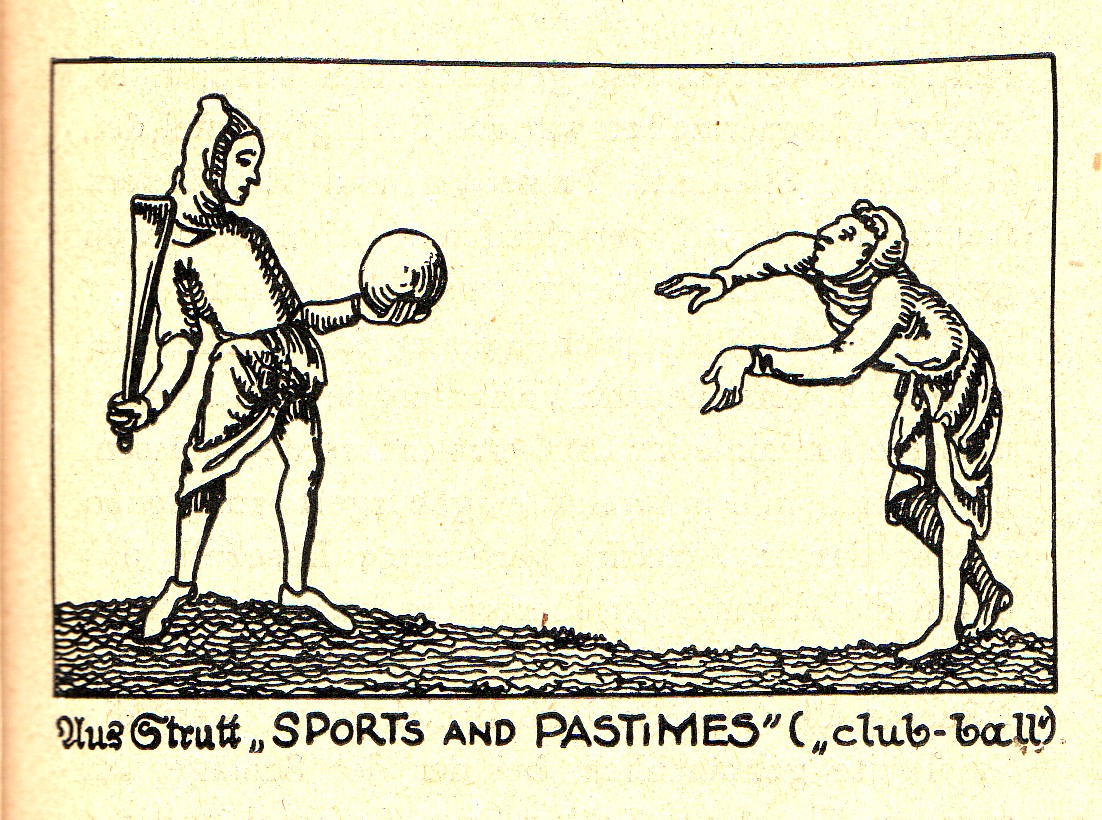
نقاشی قدیمی از بازی با توپ

این فهرستی از بازی‌ها و ورزش‌هایی است که با توپ انجام می‌شود.
- بسکتبال
- بولینگ
- بیس‌بال
- پتانک
- تنیس روی میز
- تنیس
- اسکواش
- راگبی
- فوتبال آمریکایی
- فوتبال
- فوتسال
- کریکت
- گلبال
- گلف
- هاکی روی چمن
- هاکی
- هندبال
- واترپلو
- والیبال
- وسطی
- چوگان
- داژبال
- فیلدبال

بدمینتون